# Valse doornhaai
De valse doornhaai (Dalatias licha), ook wel zwarte haai genoemd, is een vis uit de familie van de valse doornhaaien (Dalatiidae) en behoort tot de orde van doornhaaiachtigen (Squaliformes). De vis kan een lengte bereiken van 182 centimeter.

## Leefomgeving
De valse doornhaai is een zoutwatervis. De vis prefereert diep water en komt voor in de Grote, Atlantische en Indische Oceaan. Bovendien komt de valse doornhaai voor in de Middellandse Zee. De soort komt voor op dieptes tussen 37 en 1800 meter.

## Relatie tot de mens
De valse doornhaai is voor de beroepsvisserij van beperkt belang en nog minder voor de hengelsport.
Evenals de gevlekte gladde haai komt de valse doornhaai soms voor in de zuidelijke Noordzee. Langs de Nederlandse kust is deze haai zeldzaam. Er zijn twee wetenschappelijk gedocumenteerde waarnemingen tussen 1920 en 1978. De soort staat als gevoelig op de internationale Rode Lijst van de IUCN.